# Staphylococcus saprophyticus
Staphylococcus saprophyticus ingår i gruppen koagulasnegativa vita stafylokocker. Omkring 5-10% av symtomfria kvinnor har dem i ändtarmen och urogenitaltrakten och arten är den efter E. coli vanligaste orsaken till urinvägsinfektion hos yngre och upp till medelålders kvinnor. Bland de yngre orsakar S. saprophyticus upp till cirka 40% av urinvägsinfektionerna, medan det är en ovanlig infektionsorsak hos män oavsett ålder. Hos de yngre kvinnorna är det särskilt kring sexualdebuten som de insjuknar, därav den engelska beteckningen "honeymoon cystitis".
Infektionen karaktäriseras av ett abrupt insättande med att cirka 90% av de insjuknade får urinvägssveda, häftiga och frekventa trängningar som kan erfordra smärtstillande behandling och hos upp till cirka 80% förekommer även blod i urinen, ofta i så ringa mängd att det erfordras särskild undersökning för att påvisa det. Det är ovanligt att bakterierna är resistenta mot antibiotika så trots de häftiga symtomen läker infektionen snabbt vid behandling med flertalet vanliga urinvägsantibiotika och även utan antibiotikabehandling spontanläker den oftast - men då tar det längre tid. Komplikation med njurbäckeninflammation förekommer vid obehandlad infektion och i mycket sällsynta fall kan bakterien orsaka allvarliga infektioner som exempelvis endokardit (hjärtinfektion), djup infektion i öga eller sepsis (blodförgiftning). 

## Underarter
Fram till och med år 2019 har två underarter identifierats: S. saprophyticus subsp. saprophyticus respektive S. saprophyticus subsp. bovis. Den förstnämnda orsakar urinvägsinfektionen hos människa medan den andra har återfunnits i näsborrarna hos nötkreatur och det är osäkert om den orsakar sjukdom hos vare sig djur eller människa.